# Halenia elegans
Halenia elegans är en gentianaväxtart som beskrevs av Allen. Halenia elegans ingår i släktet Halenia och familjen gentianaväxter. Inga underarter finns listade i Catalogue of Life.